# 乔·兰茨
约瑟夫·哈利·兰茨（英語：Joseph Harry Rantz，1914年3月31日—2007年9月10日），美国男子赛艇运动员。他曾代表美国参加1936年夏季奥林匹克运动会赛艇比赛，获得男子八人单桨有舵手金牌。